# Ten Boer
Ten Boer (phát âmⓘ) là một đô thị ở đông bắc Hà Lan.

## Các trung tâm dân cư
Garmerwolde, Lellens, Sint Annen, Ten Post, Thesinge, Winneweer, Wittewierum và Woltersum.